# Gällaryds kyrka

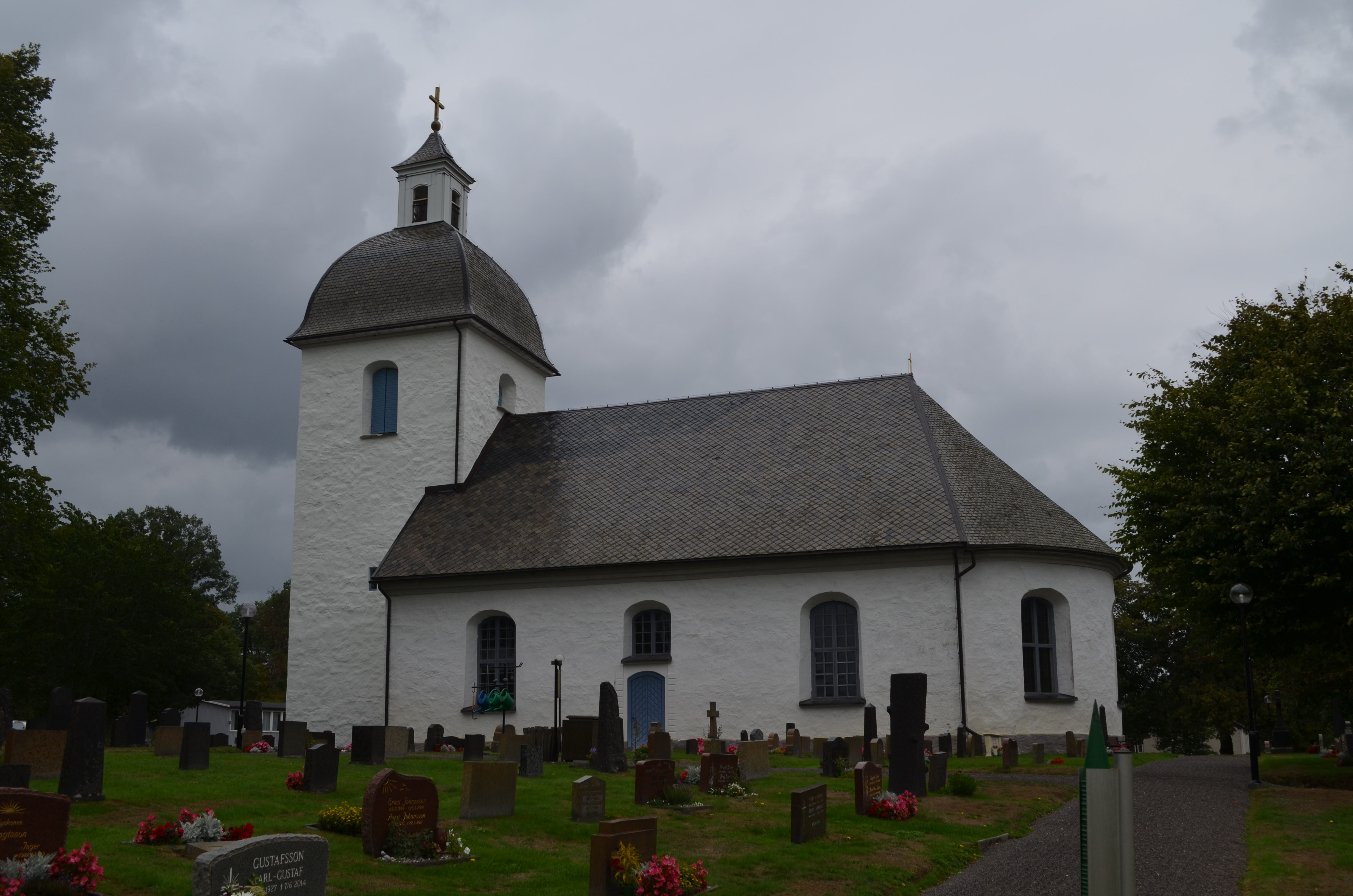
Gällaryds kyrka 2018

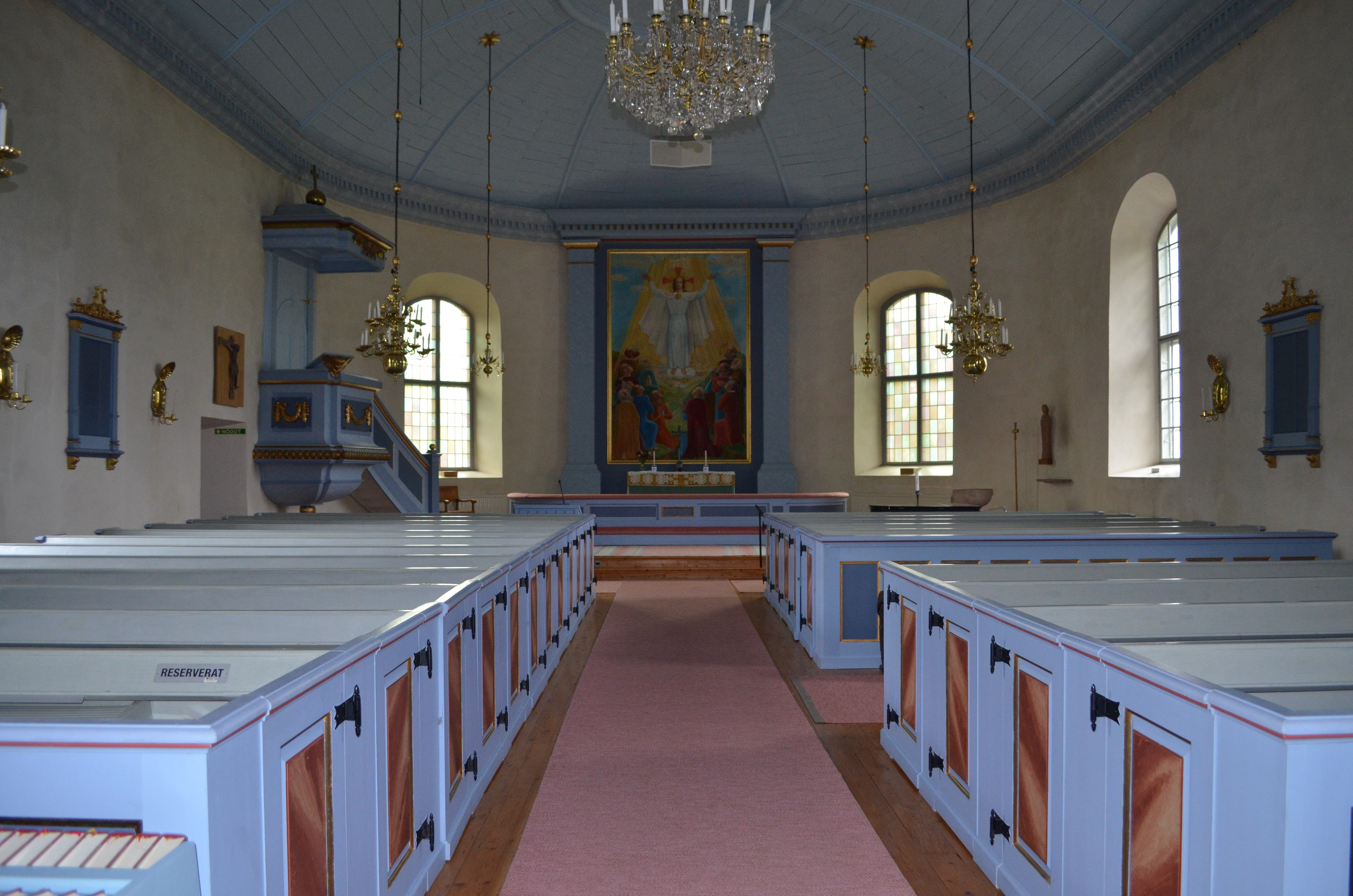
Gällaryds kyrkas Kyrkorum.

Gällaryds kyrka är en kyrkobyggnad i Gällaryd i Värnamo kommun. Den är församlingskyrka i Gällaryds församling, Växjö stift.

## Kyrkobyggnaden
Den ursprungliga kyrkan var en medeltida  träkyrka. Den blev så småningom för liten på grund av befolkningsökningen under 1700-talet. Byggandet av en ny rymlig kyrka gjorde sig påmind. Georg Silfersparre, ägare till Ohs bruk gjorde upp ett ritningsförslag som bearbetades av Thure Wennberg vid  Överintendentsämbetet.Kyrkobyggnaden uppfördes 1782-86 under ledning  av murarmästare Hans Lundström, Laholm. Den byggdes i sten, slätputsades och vitkalkades. Taket belagdes med spån. Tre år efter kyrkans invigning hade klockorna sin plats i den gamla kyrkans fristående klockstapel eftersom något torn inte blivit byggt. Men 1789 uppfördes tornbyggnaden med sin hjälmformade huv och en mindre fyrsidig lanternin  krönt med en korsglob. Kyrkan fick därigenom en gustaviansk prägel.
Kyrkan består av ett rektangulärt l långhus och ett halvrunt kor i öster. Sakristian uppfördes på norra långsidan i nära anslutning till koret. Tornet byggdes i väster. Interiören med sitt trätunnvalv är av salkyrkotyp. Taket försågs med listverk vid renoveringen 1908. Vid detta tillfälle försågs koret med draperimålning runt mittfönstret och en altarprydnad bestående av ett kors stående på en bred sockel. 1944 igensattes korets mittfönster och dekoren målades över till förmån för en altaruppställning bestående av  pilastrar omramande en ny  altartavla.

## Inventarier
- Altartavla med motiv Kristi himmelsfärd utförd 1944 av Erik Abrahamson.
- Predikstol  med ljudtak utförd av Sven Nilsson Morin 1792 donerad av familjen Silfersparre.
- Madonnabild skulpterad i ek 1980 av Margareta Engström.
- Sluten bänkinredning.
- Orgelläktare med utsvängt mittstycke.

### Orgel
- 1850 bygger August Rosenborg, Örberga en orgel med 6 1/2 stämmor.
- 1908 bygger E. Wirell, Växjö en orgel med 10 stämmor och nygotisk fasad.
- 1960 installeras ett nytt orgelverk av A. Mårtenssons Orgelfabrik AB, Lund. Orgeln är mekanisk.

| Manual I     | Manual II     | Pedal        | Koppel |
| Gedackt 8’   | Rörflöjt 8’   | Subbas 16’   | I/P    |
| Principal 4’ | Täckflöjt 4'  | Oktava 8’    | II/P   |
| Rörflöjt 4’  | Kvintadena 4' | Nachthorn 4' | II/I   |
| Waldflöjt 2’ | Principal 2'  |              |        |
| Mixtur 3 ch  | Scharf 3 ch   |              |        |
|              | Regal 8'      |              |        |